# Kerandon
Kerandon is een bestuurslaag in het regentschap Cirebon van de provincie West-Java, Indonesië. Kerandon telt 3196 inwoners (volkstelling 2010).